# Longitarsus scutellaris
Longitarsus scutellaris  (лат.) — вид листоедов (Chrysomelidae) из подсемейства козявок (Galerucinae). Распространён в Южной и Юго-Восточной Европе, Турции, на Кавказе. Также встречались особи на территории от Сибири до Дальнего Востока, но необходимо подтверждение.